# Marcantonio Bragadin (sous-marin)
Pour les articles homonymes, voir Marcantonio Bragadin et Bragadin (homonymie).
Le Marcantonio Bragadin est un sous-marin mouilleur de mines italien, navire de tête de la classe Bragadin construit au début des années 1930 pour la Marine royale italienne.
Le sous-marin a été nommé d'après le vénitien Marcantonio Bragadin, gouverneur de Chypre, martyrisé par les Turcs après le siège de Famagouste en 1571.

## Conception et description
Les sous-marins de la classe Bragadin étaient des versions améliorées de la classe antérieure classe Pisani. Ils partageaient les problèmes de stabilité de cette classe et ont dû être modifiés pour corriger ces problèmes après la fin de leur construction. Ils déplaçaient 846 tonnes en surface et 997 tonnes en immersion. Les sous-marins, tels qu'ils ont été construits, mesuraient 71,5 mètres de long, 6,15 mètres de large et 4,8 mètres de tirant d'eau. En 1935, la poupe a été raccourcie et les bateaux ont été bombés pour améliorer leur stabilité. Ils mesurent désormais 68 mètres de long, 7,1 mètres de large et 4,3 mètres de tirant d'eau. Ils avaient une profondeur de plongée opérationnelle de 90 mètres (300 pieds). Leur équipage comptait 56 officiers et hommes.
Pour la navigation de surface, les sous-marins étaient propulsés par deux moteurs diesel de 1 440 chevaux (1 074 kW), chacun entraînant un arbre d'hélice. En immersion, chaque hélice était entraînée par un moteur électrique de 625 chevaux-vapeur (466 kW). Ils pouvaient atteindre 11,5 nœuds (21,3 km/h) en surface et 7 nœuds (13 km/h) sous l'eau. En surface, la classe Bragadin avait une autonomie de 4 180 milles nautiques (7 740 km) à 6,5 noeuds (12 km/h), en immersion, elle avait une autonomie de 86 milles nautiques (159 km) à 2,2 noeuds (4,1 km/h).
Les sous-marins étaient armés de quatre tubes lance-torpilles internes de 53,3 centimètres (21,0 pouces) à l'avant pour lesquels ils transportaient six torpilles. Ils étaient également armés d'un canon de pont 102/35 Model 1914 pour le combat en surface. Leur armement anti-aérien consistait en deux mitrailleuses Breda Model 1931 de 13,2 mm. À l'arrière se trouvaient deux tubes qui pouvaient accueillir au total 16 ou 24 mines navales, selon le type.

## Construction et mise en service
Le Marcantonio Bragadin est construit par le chantier naval Cantieri navali Tosi di Taranto (Tosi) de Tarente en Italie, et mis sur cale le 3 février 1927. Il est lancé le 21 juillet 1929 et est achevé et mis en service le 16 novembre 1931. Il est commissionné le même jour dans la Regia Marina.

## Histoire du service
À l'origine, le nom du sous-marin était Marcantonio Bragadino. Après son achèvement, il a été déployé à La Spezia, au sein du IIe escadron de sous-marins. En 1934, il a été transféré à Tarente.
Le 7 décembre 1935, il a été heurté accidentellement par le sous-marin Tito Speri, dérapant violemment sous l'impact mais sans subir de dommages importants.
En 1939, il est détaché à l'école de commandement de la flottille, où il reste quelques mois.
À l'exception du service de formation, pendant la Seconde Guerre mondiale - au début de laquelle il était stationné à Tarente - il a été employé presque exclusivement dans des missions de transport.
Le 24 juin 1940 (sous le commandement du capitaine de corvette Bandino Bandini), il quitte Naples pour sa première mission, qui consiste à transporter 27 tonnes de fournitures à Tobrouk pour la Regia Aeronautica,. Selon des recherches récentes, ce serait le Bragadin, lors de l'escale à Tobrouk le 28 juin, et non le croiseur cuirassé San Giorgio, qui aurait tiré la salve de mitrailleuse qui a accidentellement abattu l'avion d'Italo Balbo,. Le sous-marin est retourné à Tarente le 4 juillet après avoir subi une chasse intense et continue. Il a été soumis à un total de trois attaques aériennes et deux attaques navales avec des grenades sous-marines, qui ont causé la perte de quatre hommes (deux sous-officiers et deux marins),.
Le Bragadin a ensuite effectué des réparations, qui ont duré plusieurs mois en même temps que d'autres travaux, à l'Arsenal militaire maritime de Tarente.
Le 30 octobre (avec le capitaine de corvette Mario Vannutelli comme nouveau commandant), il a posé 24 mines près de Navarino. Ce sera la seule fois où l'équipement de pose de mines du sous-marin a été réellement utilisé,.
Entre le 9 décembre 1940 et le 1er octobre 1941, le Bragadin a travaillé pour l'école de sous-marins de Pula, effectuant 65 missions d'entraînement et trois missions de surveillance dans le nord de la mer Adriatique,.
Il a ensuite été redéployé à Messine et plus tard à Tarente.
Le 17 décembre 1941 (avec le lieutenant de vaisseau Luigi Andreotti comme commandant), il quitte Tarente pour Benghazi avec une cinquantaine de tonnes de provisions. Puis il se dirigea vers Tripoli en raison d'un ordre envoyé de la base, mais il s'échoua près de Punta Tagiura, devant transborder la cargaison sur des vaiiseaux à moteur. Il est alors déchargé et remorqué à Tripoli par le remorqueur Ciclope,.
Réparé, il retourne à Tarente en janvier 1942.
Le 21 mai 1943, il évite quatre torpilles lancées par un sous-marin ennemi alors qu'il revenait de Lampedusa à Tarente, après une mission de transport,.
Durant tout le conflit 1940-1943, il a effectué onze missions de transport.
Le 7 septembre 1943, dans le cadre du "Plan Zeta" (pour contrer le prochain débarquement allié à Salerne (nom de code Allié: Opération Avalanche), il est envoyé en mer Ionienne.
Lors de la proclamation de l'armistice du 8 septembre, il est en embuscade dans le golfe de Tarente et se rendit aux Alliés à Augusta. De là, avec cinq autres sous-marins et sous l'escorte du destroyer HMS Isis (D87) (pour éviter d'être accidentellement attaqué par des unités alliées), il part pour Malte, où il arrive le 16 septembre 1943.
De juin 1940 à l'armistice, le Bragadin a effectué un total de 28 missions de guerre, couvrant un total de 16 153 milles nautiques (29 915 km) en surface et 1 581 milles nautique (2 928 km) sous l'eau.
Le 13 octobre, il retourne en Italie, avec 15 autres sous-marins.
À partir du même mois, encadré dans le Gruppo Sommergibili Levante, il est employé pour la formation anti-sous-marine des navires d'escorte britanniques à Haïfa, puis remorqué à Tarente pour une panne. Au début de cette période, le 26 octobre 1943, arrivant à Haïfa à 6h30 du matin, il est censé transporter du ravitaillement vers l'île de Leros, assiégée par les Allemands, mais il est jugé inapte à cette tâche.
Le Bragadin est radié le 1er février 1948, puis mis au rebut.